# 7104 Manyousyu
A 7104 Manyousyu (ideiglenes jelöléssel 1977 DU) a Naprendszer kisbolygóövében található aszteroida. Kosai Hiroki és Hurukawa K. fedezte fel 1977. február 18-án.